# 长桥街道 (上海市)
长桥街道是中国上海市徐汇区下辖的一个街道。面积5.87平方公里。户籍人口9.53万人（2019年）。

## 行政区划
长桥街道下辖长桥新村第一居委会、长桥新二村居委会、港口居委会、长桥一村居委会、长桥三村第一居委会、长桥三村第二居委会、长桥四村第一居委会、长桥四村第二居委会、长桥五村居委会、长桥七村居委会、汇成一村居委会、汇成二村居委会、汇成三村居委会、汇成四村居委会、汇成五村居委会、园南二村居委会、园南三村居委会、罗秀二村居委会、光华居委会、百龙居委会、园南一村居委会、罗秀新村居委会、罗秀三村居委会、楼园居委会、长桥八村居委会、平福居委会、体育花苑居委会、华东花苑第一居委会、华东花苑第二居委会、汇澜园居委会、徐汇新城居委会、中海瀛台居委会、华滨居委会。

## 由来
长桥街道位于上海市中心城区的西南部，东至黄浦江，南临淀浦河，西以桂林南路、老沪闵路与凌云街道相邻，北靠沪杭铁路，与漕河泾镇相望。长桥因桥而得名，原为石板桥，架在淀浦河上，桥身不长却横跨两县，故名“长桥”。长桥街道的前身是上海县龙华乡和梅陇乡的部分辖区。

## 地址电话
地址：罗秀路616号
电话021-64100554